# Dettenheim
Dettenheim is een gemeente in de Duitse deelstaat Baden-Württemberg, en maakt deel uit van het Landkreis Karlsruhe.
Dettenheim telt 6.643 inwoners.
In januari 1975 werden de voormalige gemeenten Liedolsheim en Rußheim bij de gemeentelijke herindelingen samengevoegd in de nieuwe gemeente Liedolsheim-Rußheim. In 1978 werd de gemeente hernoemd in Dettenheim.

## Plaatsen in de gemeente
- Voormalige gemeente Liedolsheim: Liedolsheim, Wirtshaus, Dettenheim
- Voormalige gemeente Rußheim: Rußheim, Siedlung (RAD), Schleifmühle, Völkersches Anwesen, Waldmühle

## Wapens

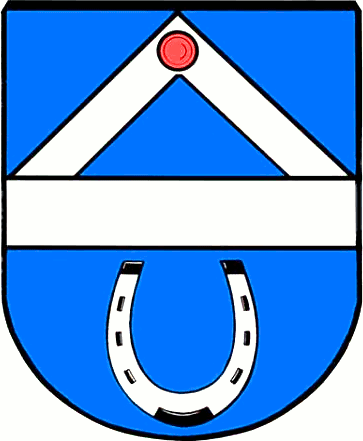
Liedolsheim
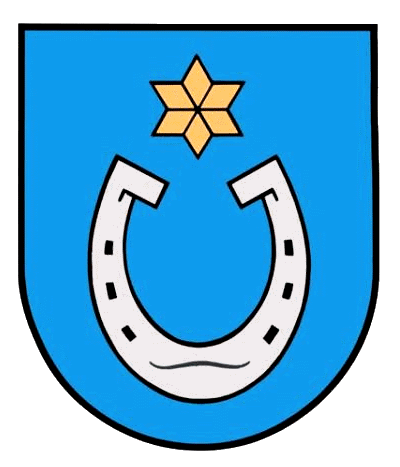
Rußheim

Bad Schönborn ·
Bretten ·
Bruchsal ·
Dettenheim ·
Eggenstein-Leopoldshafen ·
Ettlingen ·
Forst ·
Gondelsheim ·
Graben-Neudorf ·
Hambrücken ·
Karlsbad ·
Karlsdorf-Neuthard ·
Kraichtal ·
Kronau ·
Kürnbach ·
Linkenheim-Hochstetten ·
Malsch ·
Marxzell ·
Oberderdingen ·
Oberhausen-Rheinhausen ·
Östringen ·
Pfinztal ·
Philippsburg ·
Rheinstetten ·
Stutensee ·
Sulzfeld ·
Ubstadt-Weiher ·
Waghäusel ·
Waldbronn ·
Walzbachtal ·
Weingarten (Baden) ·
Zaisenhausen